# Conus flavusalbus
Conus flavusalbus é uma espécie de gastrópode do gênero Conus, pertencente à família Conidae.